# Решетник Володимир Миколайович
Решетник Володимир Миколайович — український астрофізик, доцент кафедри астрономії та фізики космосу Київського національного університета імені Тараса Шевченка, один з головних організаторів всеукраїнських астрономічних олімпіад для школярів і студентів.

## Біографія
В 1996—2001 роках навчався на кафедрі астрономії та фізики космосу фізичного факультету Київського національного університету імені Тараса Шевченка за фахом «астрономія». У 2004 році закінчив аспірантуру. У 2006 році захистив кандидатську дисертацію на тему «Реакція магнітосфери Землі на перебудову геліосферного магнітного поля».
Після закінчення університету працював асистентом кафедри астрономії та фізики космосу, з 2004 року — викладач кафедри.
Основними напрямами наукової роботи є: фізика тіл сонячної системи, астрофотометрія, фізика міжпланетного середовища..

## Олімпіади
Зробив значний внесок в організацію і проведення всеукраїнських олімпіад з астрономії і астрофізики.

## Наукові роботи
- Reshetnyk V., Agapitov O., Shastun V., Solar Wind Inhomogeneous On The Earth Orbit.- P.42-49, in “Space Research in Ukraine 2008-2010”, eds.: O. Fedorov, Kyiv: “Academperiodica” NAS of Ukraine, 2011, 120 p.
- фотометричної системи київського інтериет-телескопа/В. М. Андрук, В. М. Решетник, Я. О. Романюк, В. В. Клещонок, I. В. Хатько, А. І. Яценко, В. С. Самойлов//КИНЕМАТИКА И ФИЗИКА НЕБЕСНЫХ ТЕЛ, том 28, №6, 2012.-С.58-68
- Ivanova O. V., Dlugach J. M., Afanasiev V. L., Reshetnyk V. M., Korsun P. P. (2015). CCD polarimetry of distant comets C/2010 S1 (LINEAR) and C/2010 R1 (LINEAR) at the 6-m telescope of the SAO RAS. Planet. Space Sci., vol. 118, p. 199-210.
- Ivanova O., Neslusan L., Seman-Krisandova Z., Svoren J., Korsun P., Afanasiev V., Reshetnyk V., Andreev M. (2015). Observations of comets C/2007 D1 (LINEAR), C/2007 D3 (LINEAR), C/2010 G3 (WISE), C/2010 S1 (LINEAR), and C/2012 K6 (McNaught) at large heliocentric distances. Icarus, vol. 258, p. 28-36